# أل لانغ
أل لانغ (بالإنجليزية: Al Lang)‏ هو سياسي أمريكي، ولد في 1870 في الولايات المتحدة، وتوفي في 1960 في نفس البلد.